# Afranthidium junodi
Afranthidium junodi är en biart som först beskrevs av Heinrich Friese 1904.  Afranthidium junodi ingår i släktet Afranthidium och familjen buksamlarbin. Inga underarter finns listade i Catalogue of Life.